# جيف كوك
جيف كوك (بالإنجليزية: Jeff Cook)‏ (14 مارس 1953 في المملكة المتحدة - ) هو لاعب كرة قدم بريطاني في مركز الهجوم. لعب مع برادفورد سيتي وستوك سيتي ونادي بليموث أرجايل ونادي هاليفاكس تاون ووركشوب تاون ‏ ونادي هيلانك.

## وصلات خارجية
- جيف كوك على موقع قاعدة بيانات كرة القدم.إي يو (الإنجليزية)